# Notre-Dame-des-Champs (Paris)

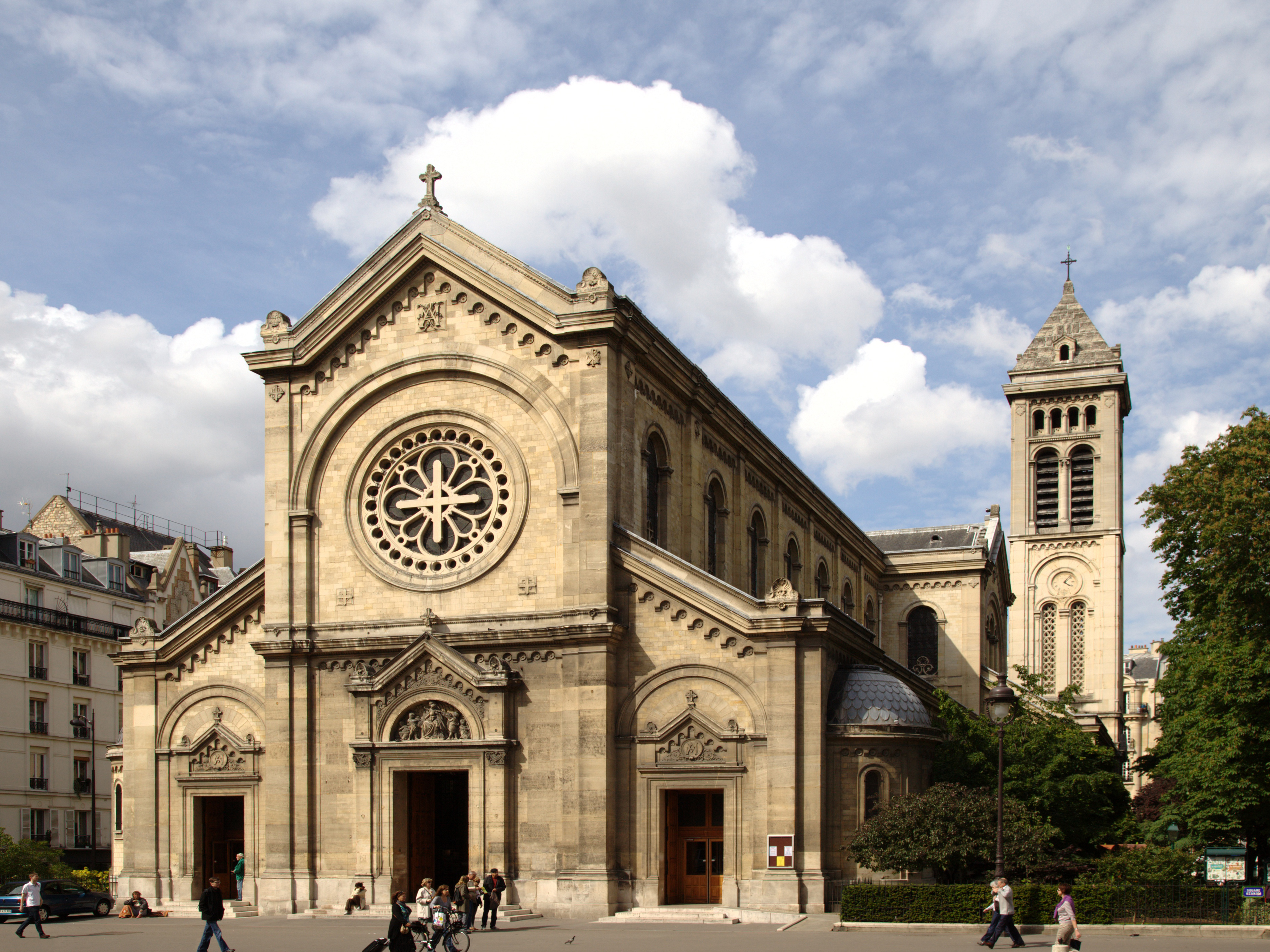
Notre-Dame-des Champs

Notre-Dame-des-Champs ist eine  katholische Kirche in Paris. Sie liegt am Boulevard du Montparnasse im 6. Arrondissement.

## Geschichte
In der Nähe der Kirche lag in vorchristlicher Zeit ein Tempel des Merkur. Nach der Einführung des Christentums wurde der Tempel der Jungfrau Maria gewidmet und erhielt den Namen Notre-Dame-des-Vignes, da der Ort früher von Weinbergen umgeben war. Unter Robert dem Frommen wurde das Gebäude erweitert und den Benediktinern der Abtei Marmoutier anvertraut. Nach der Rodung der Weinberge wurde die Kirche in Notre-Dame-des-Champs umbenannt. Während der Französischen Revolution wurde das Kloster aufgelöst und die Kirche zerstört. 1858 wurde eine Pfarrei gegründet und 1867 begann der Neubau der Kirche durch den Architekten Paul-René-Léon Ginain im neoromanischen Stil.

## Orgel

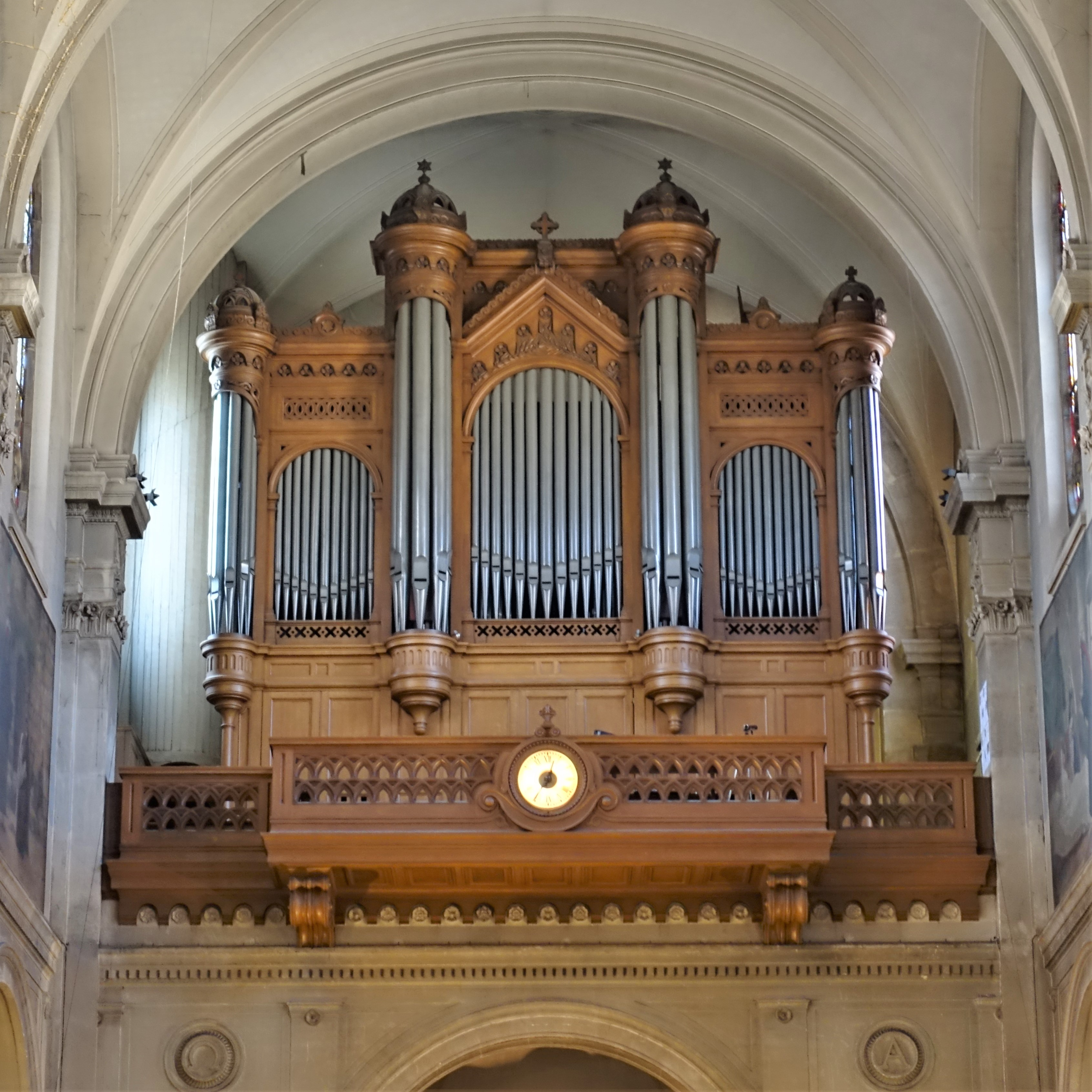
Orgel der Kirche

Die Orgel der Kirche wurde 1877 von Aristide Cavaillé-Coll erbaut. Das Instrument hatte ursprünglich 26 Register auf zwei Manualen und Pedal.
Die Disposition lautete 1877:
| I Grand-Orgue C–g3   |     |
| Principal            | 16′ |
| Bourdon              | 16′ |
| Montre               | 08′ |
| Flûte harmonique     | 08′ |
| Bourdon              | 08′ |
| Salicional           | 08′ |
| Prestant             | 04′ |
| Octave               | 04′ |
| Doublette            | 02′ |
| Cornet V             |     |
| Plein Jeu harmonique |     |
| Bombarde             | 16′ |
| Trompette            | 08′ |
| Clairon              | 04′ |

| II Récit expressif C–g3 |     |
| Flûte traversière       | 08′ |
| Gambe                   | 08′ |
| Voix céleste            | 08′ |
| Flute octaviante        | 04′ |
| Octavin                 | 02′ |
| Trompette               | 08′ |
| Hautbois                | 08′ |
| Voix humaine            | 08′ |
| Tremblement             |     |

| Pédale C–f1 |     |
| Contrebasse | 16′ |
| Flûte       | 08′ |
| Bombarde    | 16′ |
| Trompette   | 08′ |

- Koppeln: II/I, I/P, II/P, Suboktavkoppel II
- Appel combinaisons für Pédale, Grand-Orgue Récit.
- Barkerhebel auf dem 1. Manual

1947 wurde das Instrument überholt und bei dieser Gelegenheit 1,80 Meter zurückgesetzt. 1948 wurde das Instrument von Marcel Dupré wieder eingeweiht. 1973 veränderte der Orgelbauer Schwenkedel die Disposition. Das Pedalwerk erhielt eine neue Windlade, bei der vier neue Register hinzugefügt wurden. Das  Instrument wurde in seiner neuen Gestalt 1973 von Gaston Litaize und Jean-Pierre Leguay eingeweiht.
Die Disposition 2022:
| I Grand-Orgue C–g3 |     |
| Principal          | 16′ |
| Bourdon            | 16′ |
| Montre             | 08′ |
| Flûte harmonique   | 08′ |
| Bourdon            | 08′ |
| Prestant           | 04′ |
| Flûte à fuseau     | 04′ |
| Doublette          | 02′ |
| Fourniture V       |     |
| Cymbale IV         |     |
| Cornet V           |     |
| Bombarde           | 16′ |
| Trompette          | 08′ |
| Clairon            | 04′ |

| II Récit expressif C–g3 |      |
| Quintaton               | 16′  |
| Bourdon                 | 08′  |
| Gambe                   | 08′  |
| Voix céleste            | 08′  |
| Principal italien       | 04′  |
| Flûte                   | 02′  |
| Larigot                 | 1 ⁄3 |
| Sesquialtera II         |      |
| Plein-jeu IV            |      |
| Trompette               | 08′  |
| Cromorne                | 08′  |
| Hautbois                | 08′  |
| Tremblement             |      |

| Pédale C–f1   |     |
| Contrebasse   | 16′ |
| Flûte         | 08′ |
| Bourdon       | 08′ |
| Violoncelle   | 08′ |
| Flûte conique | 04′ |
| Flûte bouchée | 02′ |
| Mixture IV    |     |
| Bombarde      | 16′ |
| Trompette     | 08′ |
| Clairon       | 04′ |

- Koppeln: II/I, I/P, II/P
- Appel combinaisons für Pédale, Grand-Orgue Récit.
- Barkerhebel auf dem 1. Manual

## Organisten
- 1904–1918: René Vierne
- 1961–1964: Jean-Pierre Leguay
- 1984–2008: Marie-Bernadette Dufourcet[4]
- seit 2008: Yannick Merlin[5] und Philippe Ourselin[6]